# Ordiarp
Ordiarp (tiếng Basque: Urdiñarbe) là một xã thuộc tỉnh Pyrénées-Atlantiques trong vùng Nouvelle-Aquitaine miền tây nam nước Pháp.